# Methisazon
Methisazon ist ein Virostatikum, welches gegen Pocken- und Adenoviren wirksam ist. Methisazon wirkt durch Hemmung der Synthese einiger Virusantigene, wodurch unreife Viruspartikel entstehen.
Es war früher das einzige wirksame Mittel zur Chemoprophylaxe bei Pocken, wozu es seit 1963 verwendet wurde. Mit der Ausrottung der Pocken ist Methisazon obsolet geworden.